# Lepidoparatrochammina
Lepidoparatrochammina es un género de foraminífero bentónico de la subfamilia Trochammininae, de la familia Trochamminidae, de la superfamilia Trochamminoidea, del suborden Trochamminina, y del orden Trochamminida. Su especie tipo es Paratrochammina (Lepidoparatrochammina) lepida. Su rango cronoestratigráfico abarca el Holoceno.

## Discusión
Clasificaciones previas incluían Lepidoparatrochammina en el suborden Textulariina del orden Textulariida. Otras clasificaciones lo han incluido en el orden Lituolida.

## Clasificación
Lepidoparatrochammina incluye a las siguientes especies:
- Lepidoparatrochammina bowlesensis
- Lepidoparatrochammina cassida
  - Lepidoparatrochammina cassida stellaris
- Lepidoparatrochammina guaratibaensis, también aceptado como Paratrochammina guaratibaensis
- Lepidoparatrochammina harti
- Lepidoparatrochammina haynesi
- Lepidoparatrochammina kelakasensis
- Lepidoparatrochammina lepida
- Lepidoparatrochammina obliqua